# Comparettia micrantha
Comparettia micrantha là một loài thực vật có hoa trong họ Lan. Loài này được (Poepp. & Endl.) M.W.Chase & N.H.Williams mô tả khoa học đầu tiên năm 2008.

## Hình ảnh

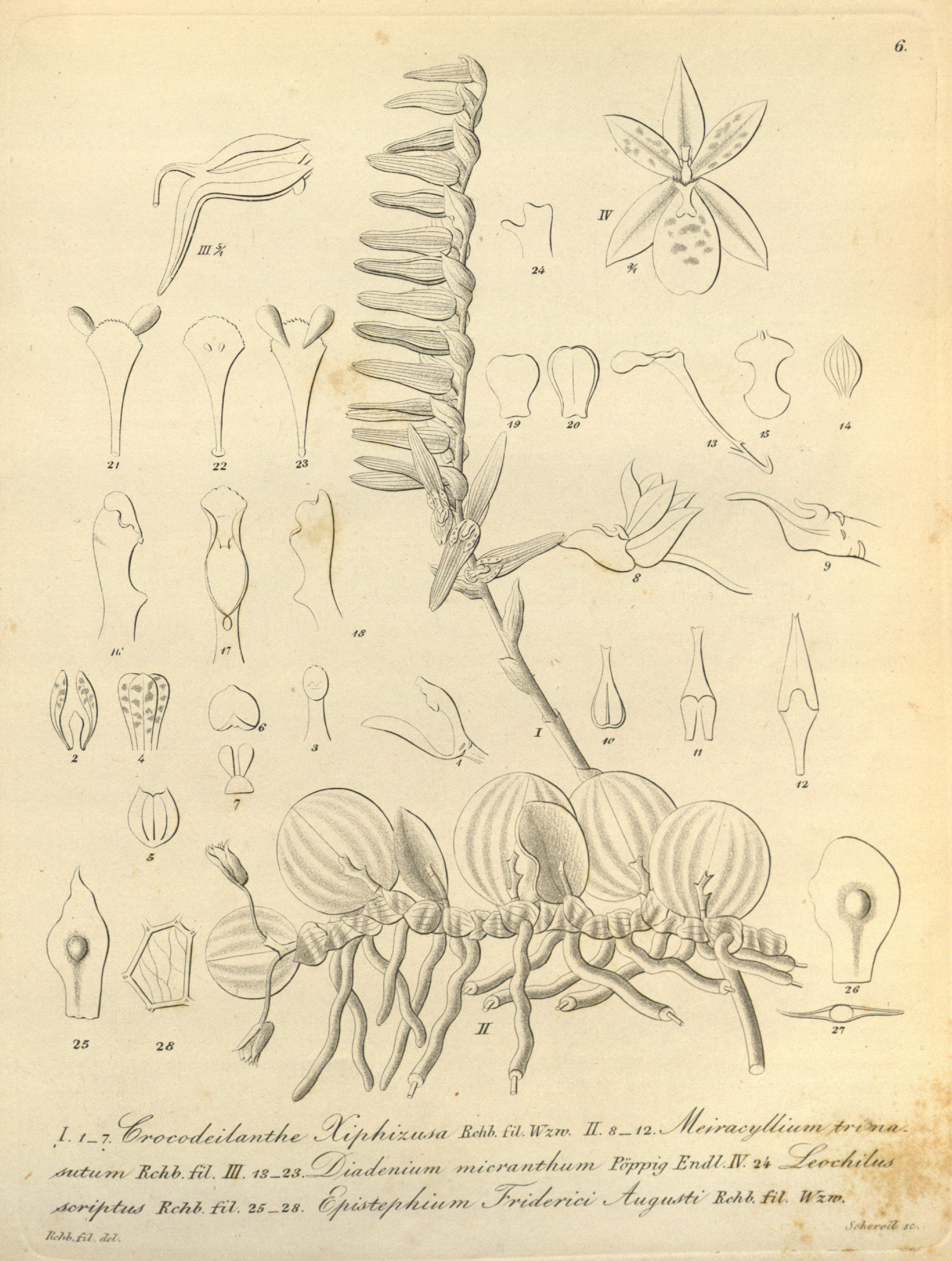